# Unión Deportiva Huesca
La Unión Deportiva Huesca fue un club de fútbol español, de la ciudad de Huesca, en Aragón. Fue fundado en 1940 y desapareció en 1956. Su mayor éxito fue disputar la Segunda División de España, categoría en la que militó durante tres temporadas. Fue el club referente de la ciudad antes de la fundación de la Sociedad Deportiva Huesca, que cogería el testigo del equipo unionista tras la desaparición de la misma.

## Historia

### Antecedentes
La Unión Deportiva Huesca tiene su origen en 1929, con la fundación del Club Deportivo Oscense, que en 1931 cambió su nombre a Club Deportivo Huesca. Este equipo fue subcampeón de España de aficionados en 1931 y disputó dos temporadas en Tercera División antes de la guerra civil española (1936-1939).

### Fundación
El club se reactivó tras la contienda, y en 1940 se fusionó con otro equipo local, el Club Deportivo Español, dando origen a la Unión Deportiva Huesca. El nuevo club tomó del Club Deportivo Huesca los colores azulgrana, así como su terreno de juego, el Campo de Villa Isabel.

### Apogeo
La temporada 1942-43 la Unión Deportiva Huesca ascendió a la Tercera División, donde militó siete campañas consecutivas. Tras proclamarse campeón de la categoría en 1950, logró ascender a Segunda División. Tuvo un notable debut en la categoría de plata, finalizando la liga a tres puntos de la promoción de ascenso a Primera División. Dos temporadas después descendió a Tercera División.

### Debacle
En un primer momento el equipo luchó por recuperar la categoría perdida y la temporada 1953-54 disputó sin éxito la fase de ascenso a Segunda. Sin embargo, la temporada 1955-56 se vio abocado a jugar la liguilla de permanencia. A causa de una alineación indebida, los oscenses vieron como se les daba por perdido el partido que habían ganado por 2-0 a la Sociedad Deportiva Montañanesa, sumando además una sanción federativa que les restó otros dos puntos. Finalmente, el club terminó perdiendo la categoría, lo que provocó su desaparición. Su testigo en el fútbol oscense lo recogió la Sociedad Deportiva Huesca con su fundación en 1960.

## Uniforme
- Uniforme titular: Camiseta azulgrana a franjas verticales y pantalón azul marino.

## Otras secciones deportivas

### Baloncesto
La Unión Deportiva Huesca también tuvo una sección de baloncesto que comenzó su actividad en los años 40.

## Estadio
En sus primeros años, la Unión Deportiva Huesca jugó en Villa Isabel. Este campo, inaugurado en 1926, tenía capacidad para 6.000 espectadores y un terreno de hierba de 110x60 metros. En 1945 se trasladó al Campo de San Jorge, ubicado en el camino homónimo. Un estadio de 2.000 espectadores cuyo terreno de juego, también de hierba, tenía unas dimensiones de 104x70.

## Datos del club
- Temporadas en Segunda División: 3.
- Temporadas en Tercera División: 10.
- Clasificación histórica de la Segunda División: 118.º.
- Mejor puesto en la liga: 5.º (temporada 1950-51).a
- Peor puesto en la liga: 15.º (temporada 1952-53).a
- Más partidos disputados: Perella (68), Félix (59), Solanas (58).a
- Más minutos: Perella (6.120), Félix (5.310), Solanas (5.220).a
- Más goles: Moreno (25), Félix (24), Perella (19).a
- Más goles en una sola temporada: Félix (14), Moreno (14, ambos en la 1950-51).a
- Expulsado más veces: Vázquez (1), Irureta (1).a
- Más temporadas en el equipo: Perella (3), Solanas (3), Larrosa (3).a
- Mayor goleada conseguida:
  - En casa: U. D. Huesca 7-0 Burgos C. F. (1952-53).a
  - Fuera: Racing Ferrol 2-3 U. D. Huesca (1950-51).a
- Mayor goleyada encajada:
  - En casa: U. D. Huesca 0-3 Caudal Deportivo (1951-52).a
  - Fuera: C. F. Badalona 6-0 U. D. Huesca (1951-52).a

Datos referidos a:

a La Segunda División de España.

## Palmarés

### Torneos nacionales
- Tercera División de España (1): 1950.